# Municipio de Idaho
El municipio de Idaho (en inglés: Idaho Township) es un municipio ubicado en el condado de Mountrail en el estado estadounidense de Dakota del Norte. En el año 2010 tenía una población de 493 habitantes y una densidad poblacional de 5,48 personas por km².

## Geografía
El municipio de Idaho se encuentra ubicado en las coordenadas 48°19′45″N 102°22′11″O / 48.32917, -102.36972. Según la Oficina del Censo de los Estados Unidos, el municipio tiene una superficie total de 89.99 km², de la cual 87,02 km² corresponden a tierra firme y (3,3 %) 2,97 km² es agua.

## Demografía
Según el censo de 2010, había 493 personas residiendo en el municipio de Idaho. La densidad de población era de 5,48 hab./km². De los 493 habitantes, el municipio de Idaho estaba compuesto por el 97,97 % blancos, el 0,2 % eran afroamericanos, el 0,2 % eran amerindios, el 1,42 % eran de otras razas y el 0,2 % eran de una mezcla de razas. Del total de la población el 5,07 % eran hispanos o latinos de cualquier raza.